# Ceresium cylindricellum
Ceresium cylindricellum là một loài bọ cánh cứng trong họ Cerambycidae.